# عسل‌خوار هاوایی
عسل‌خوار هاوایی (نام علمی: Moho nobilis) عضوی از سردهٔ منقرض‌شده در خانوادهٔ منقرض‌شده عسل‌خواران هاوایی (Mohoidae) است. در گذشته به عنوان عضوی از عسل‌خواران استرالیا-اقیانوس آرام (Meliphagidae) در نظر گرفته می‌شد.

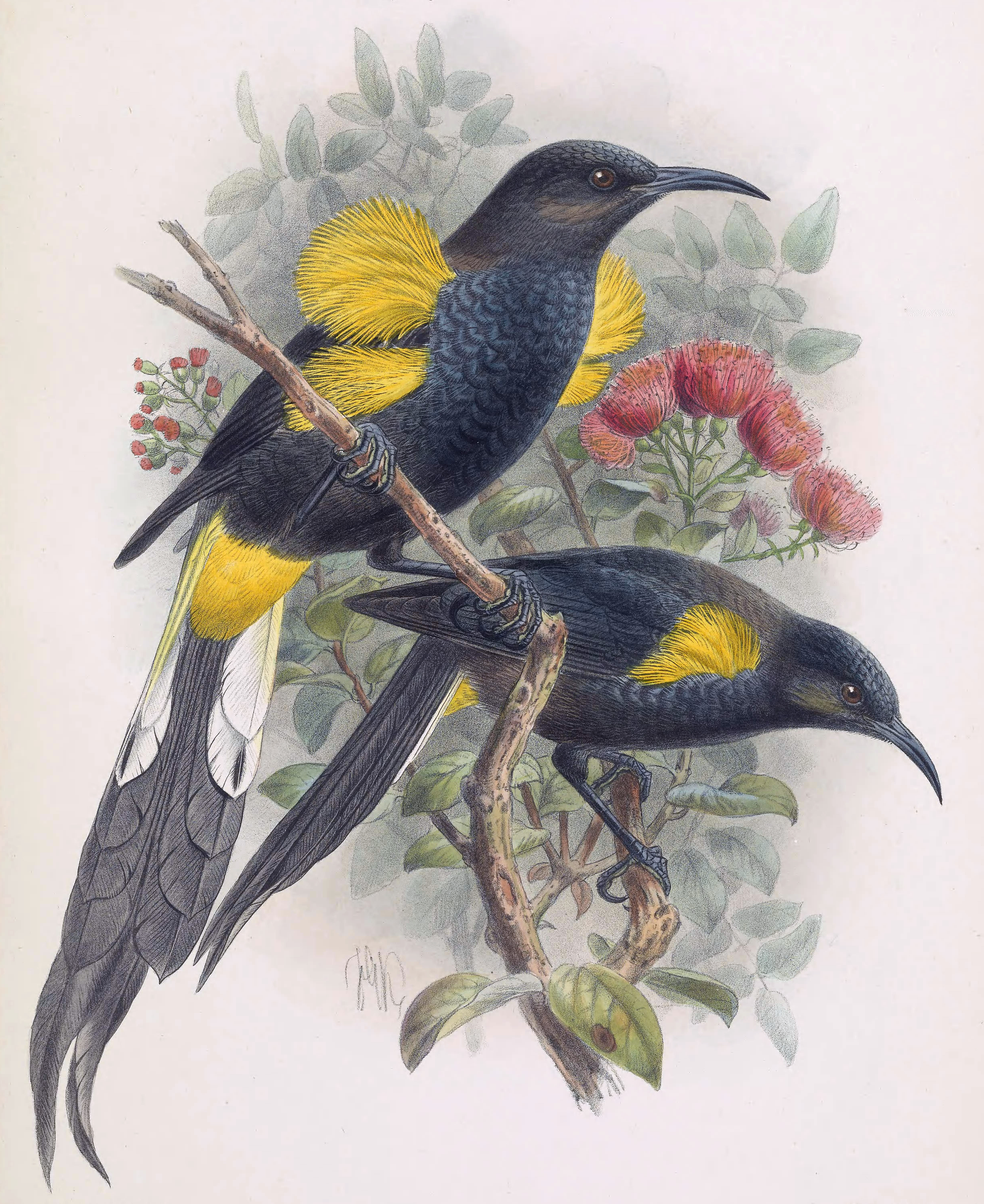
نگاره توسط جان جرارد کیولمنز، ۱۸۹۳

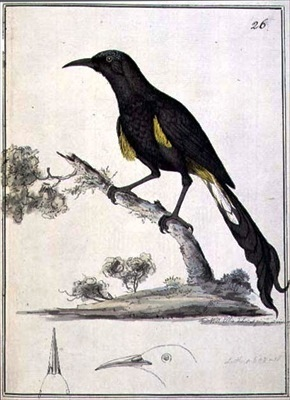
نگاره توسط ویلیام الیس